# Públia Hortênsia de Castro
Públia Hortênsia de Castro (* 1548 in Vila Viçosa; † 1585 in Evora) war eine portugiesische christliche Humanistin, Lyrikerin und  Ordensschwester.

## Leben und Wirken

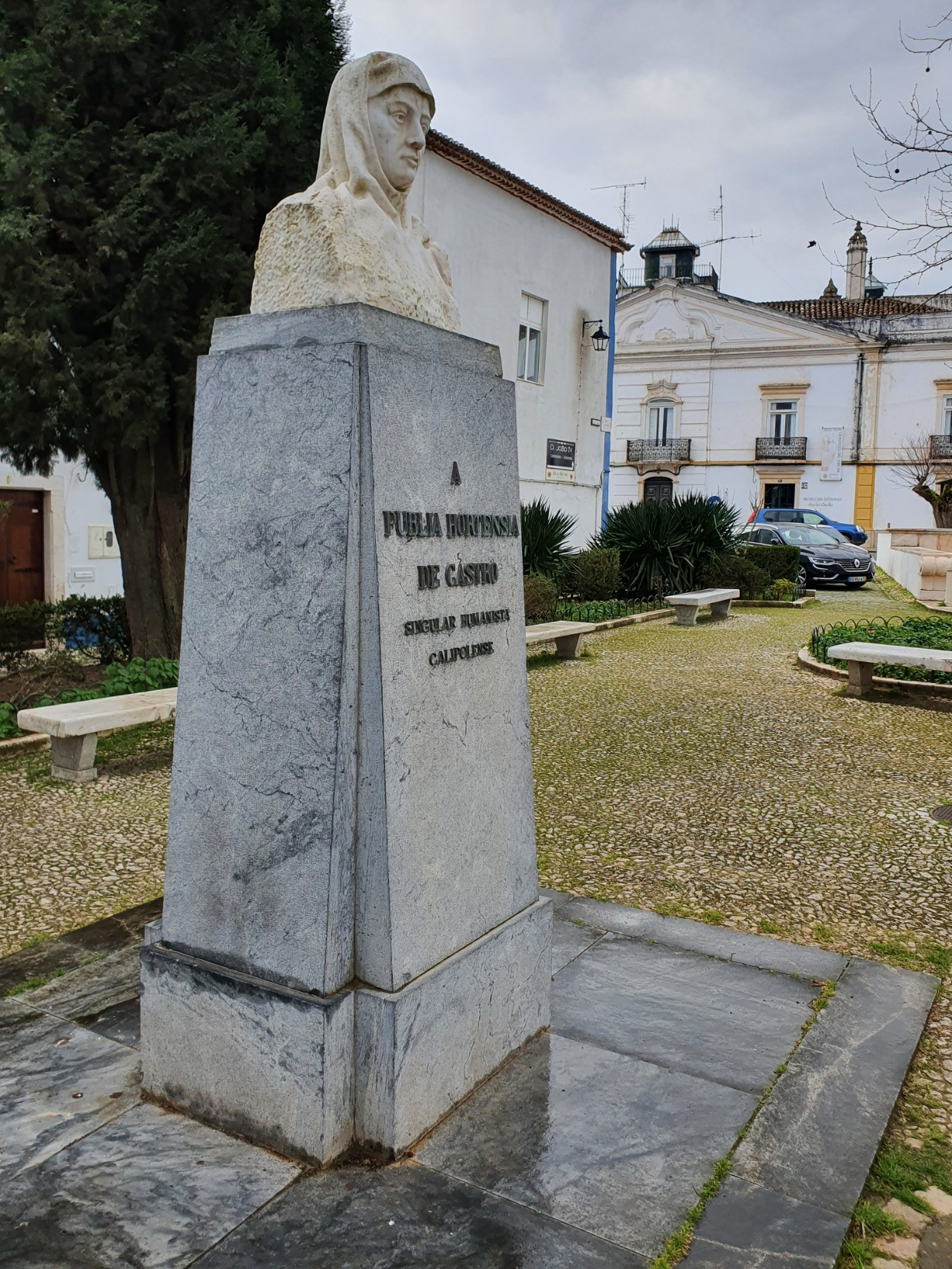
Denkmal in Vila Viçosa

Públia Hortênsia de Castro wurde in Vila Viçosa geboren. Ihr Bruder Jeronimo war Dominikanermönch. Mit siebzehn Jahren vertrat sie in Evora philosophische Theorien und konnte später – in Männerkleidung – offiziell in Coimbra studieren. Sie war damit die erste Studentin in der Geschichte Portugals. Ihr Studium der Philosophie setzte sie in Evora fort, einer damals recht neu gegründeten Universität, unter der Protektion eines Verwandten, des Erzbischofs von Evora, Dom João de Melo. Dort war sie auch Teil des Hofstaates von Infantin Dona Maria, der Tochter König Manuels I., König von Portugal und Algarve. 1581 vertrat sie im Beisein Königs Philipp II. von Spanien und Portugal auch theologische Thesen. Durch den König erhielt sie für den Rest des Lebens eine kleine Rente zum Überleben. Sie war auch die erste weibliche Humanistin Portugals und eine wichtige literarische und philosophische Gestalt der Kultur Portugals im 16. Jahrhundert. Gleichzeitig war sie eine der wichtigsten weiblichen Stimmen ihrer Zeit im Land. 
Sie schrieb Gedichte in lateinischer und portugiesischer Sprache, verfasste Briefe und Dialoge über philosophische und theologische Themen, die aber nicht erhalten sind.
1581 trat sie ins Kloster Santa Monica in Evora ein, wo sie bis zu ihrem Tod 1595 lebte.
In Lissabon und Amadora ist jeweils eine Straße nach ihr benannt, in Vila Viçosa eine Schule und es gibt dort ein Denkmal ihr zu Ehren. Und es gibt in Elvas einen Chor, der nach ihr benannt ist.  